# Günther Stolte
Günther Stolte (* 31. März 1927) ist ein ehemaliger deutscher Fußballspieler.

## Werdegang
Der Abwehrspieler Stolte spielte für Arminia Bielefeld. Mit der Arminia schaffte er im Jahre 1949 den Aufstieg in die seinerzeit erstklassige Oberliga West. In der Saison 1949/50 kam Stolte auf 28 Einsätze, in denen er ohne Torerfolg blieb und den direkten Wiederabstieg der Bielefelder nicht verhindern konnte. Danach spielte er mit der Arminia in der II. Division West, wo er bis 1954 insgesamt 77 Mal zum Einsatz kam, aber auch hier keine Tore erzielen konnte. Ob Stolte nach dem Abstieg von 1954 weiterhin für den Verein spielte, ist unbekannt. Ab 1957 wirkte Stolte als Spielertrainer bei der SpVgg Fichte Bielefeld und stieg mit der Mannschaft prompt in die seinerzeit drittklassige Verbandsliga Westfalen auf.